# Athanasía Tzánou
Athanasía Tzánou (grec moderne : Αθανασία Τζάνου ; Athènes, 25 juin 1971) est une compositrice de musique contemporaine grecque.

## Biographie
Après son diplôme au Conservatoire d'Athènes en 1993, Athanasía Tzánou étudie cinq ans au Conservatoire Giuseppe Verdi de Milan, avec Franco Donatoni, pour son master jusqu'en 1998. Elle poursuit sa formation avec Brian Ferneyhough (1997 et 1999), Karlheinz Stockhausen (1998), Toshio Hosokawa (1999) et Bogusław Schaeffer. En 1999 et 2000, elle participe aux cours de musique électronique à l'Ircam.
Parmi plus de cent œuvres, certaines ont été jouées en Argentine, Autriche, France, Allemagne, Japon, Mexique, Hollande, Grèce et aux États-Unis.
Depuis 2003, Athanasía Tzánou, vit en Allemagne.

## Prix
- 2001 : Prix Wolfgang-Amadeus-Mozart (Salzbourg), pour Nege
- 2001 : Prix Johannes-Brahms (Hambourg), pour Natura poetica
- 2001 : Prix Andrzej-Panufnik (Cracovie), pour Triptyque I
- 2002 : Prix Günter-Bialas (Munich), pour Quintus I
- 2004 : Prix de l'union des critiques musicaux grecques
- 2006 : Prix d'encouragement, Ernst-von-Siemens (Munich)
- 2007 : Prix de composition du Musica femina de Munich (de), pour La Vallée a rejoint la nuit.

## Œuvres (sélection)
- Natura poetica (1998–2000)
- Affect, pour violon (1999)[3]
- Deserts, pour clarinette (1999)
- Epigramma I, pour viole d'amour et dispositif électronique (2000)
- Motto: Nege, pour piano (2001, Universal Edition 2002)[4]
- Natura poetica (2001)
- Quintus I, pour quatuor à cordes (1998)[5]
- Quintus II, pour violoncelle (2001)
- Epigramma IV (2003) Créé à Vienne dans le cadre du festival Wien Modern
- moving shapes of a wonderous spell… (2004) Commande de la WDR, créée par Peter Rundel et l'ensemble Collegium Novum et la  Tonhalle de Zurich.
- La Vallée a rejoint la nuit, pour violon et orchestre à cordes (2007)[6].
- La Vallée a rejoint la nuit II, pour violoncelle et piano (2008)
- Blick auf das Meer, pour violon[7]
- Longtemps, pour clarinette[8]